# 孔夫伦蒂
孔夫伦蒂（義大利語：Conflenti），是意大利卡坦扎罗省的一个市镇。总面积31平方公里，人口1481人，人口密度47.8人/平方公里（2009年）。ISTAT代码为079033。